# Gumball csodálatos világa
A Gumball csodálatos világa (eredeti cím: The Amazing World of Gumball) 2011 és 2019 között futott, háromszoros Emmy-díjas és kétszeres Tony-díjas brit–amerikai televíziós flash animációs szitkom, amelyet Ben Bocquelet alkotott.
Az Egyesült Királyságban 2011. május 2-án mutatták be. Magyarországon az első részt 2011. november 8-án vetítették. A műsor főszereplői a Watterson család tagjai: Gumball, Darwin, Anais, Nicole, Richard. A sorozat készítésében közreműködött egy magyar képzőművész, Weigert Miklós is.
A második évad néhány epizódjában egyszerűen csak Gumballként mondják be a sorozat magyar címét.

## Történet
Gumball szülővárosa, Elmore nyugodt kisváros, ahol békés népek laknak, például a gyepet gondozó kaktusz vagy a munkába siető bundás meztelen csiga. És persze itt élnek a történet főszereplői, Wattersonék is: Anais, a négyéves zsenigyerek, akire soha senki nem hallgat, Richard, az apa, aki nem a munka hőse, szemben a Szivárványgyárban robotoló Nicole-lal, az anyukával, valamint Darwin, az aranyhal, aki a család oszlopos tagja lett, amióta lábakat növesztett. A sorozat címadó szereplője Gumball, a kis kék macska pedig a virgonc tizenkét éves gyerekek mindennapjait éli. Lököttsége határtalan optimizmussal párosul, ennek köszönhetően szinte állandó körülötte a zűrzavar.

## Szereplők

Hátul Richard, balról jobbra Anais, Gumball, Darwin és Nicole, a háttérben Robinsonék

### Főszereplők
| Szereplő          | Eredeti hang | Magyar hang |
| ----------------- | --- | --- |
| Gumball Watterson | Logan Grove (1–2. évad) Jacob Hopkins (3–5. évad) Nicolas Cantu (5–6. évad) Duke Cutler (különkiadás)                                | Császár András (1–2. évad) Magyar Bálint (énekhang, 1. évad) Zelei Dániel (3–5. évad) Bogdán Gergő (énekhang, 3–5. évad) Berecz Kristóf Uwe (5–6. évad, különkiadás)         |
| Darwin Watterson  | Kwesi Boakye (1–2. évad) Terrell Ransom Jr. (3–5. évad) Donielle T. Hansley Jr. (5–6. évad) Christian J. Simon (6. évad különkiadás) | Straub Norbert (1–2. évad) Dányi Krisztián (énekhang, 64. rész) Straub Martin (3–6. évad) Berkes Bence (énekhang, 4–5. évad) Maszlag Bálint (6. évad pár része, különkiadás) |
| Anais Watterson   | Kyla Rae Kowalewski | Károlyi Lili Vass Gábor (26. rész, felnőttként) |
| Nicole Watterson  | Teresa Gallagher | Vadász Bea (1–2. évad) Mezei Kitty (3–6. évad, különkiadás) Sági Tímea (énekhang, 154., 156. és 169. rész)                                                                   |
| Richard Watterson | Dan Russell Lorelei King (Arzéniaként)                                                                                               | Seder Gábor (1. évad) Háda János (2–6. évad, különkiadás) Ősi Ildikó (Arzéniaként)                                                                                           |

### Mellékszereplők
| Szereplő                   | Eredeti hang                                                                                                   | Magyar hang |
| -------------------------- | --- | --- |
| Nigel Brown                | Lewis MacLeod (1. évad) Steve Furst (2–6. évad)                                                                | Kapácsy Miklós (1. évad) Bolla Róbert (2. évad) Németh Gábor (3–6. évad) |
| Lucy Csimpilla             | Lewis MacLeod (1. évad) Hugo Herald-Harrison (2–6. évad)                                                       | Magyar Bálint (1. évad) Orosz Helga (2. évad) Simonyi Réka (3–5. évad) Sörös Miklós (6. évad) |
| Mr. Steve Small            | Lewis MacLeod (1. évad) Adam Long (2–6. évad)                                                                  | Endrédi Máté (1. évad) Bodrogi Attila (2–6. évad) Czető Roland (175. rész) Ágoston Péter (énekhang, 222. rész) |
| Penny Fitzgerald           | Teresa Gallagher                                                                                               | Németh Kriszta (1–3. évad) Gulás Fanni (4–5. évad) Gyarmati Laura (6. évad) Vági Viktória (61. és 67. rész) Koller Virág (130. rész) Dögei Éva (132. rész) Hermann Lilla (181. és 190. rész) |
| Rob                        | Charles Philipp David Warner (4 részben) Garrick Hagon (Galád Tanfelügyelő)                                    | Joó Gábor (2. évad) Fekete Zoltán (3–5. évad) Sörös Miklós (218. és 240. rész) Molnár Kristóf (230. rész) Dányi Krisztián (Dr. Rombolóként) Barbinek Péter (Galád Tanfelügyelőként) |
| Joanna Watterson           | Sandra Dickinson                                                                                               | Halász Aranka (1. évad) Bessenyei Emma (2. évad) Molnár Zsuzsa (3–5. évad) Réti Szilvia (6. évad) |
| Louie Watterson            | Shane Rimmer                                                                                                   | Forgács Gábor Garai Róbert (38. rész) Pálfai Péter (77. rész) Kassai Károly (121., 122. és 202. rész) Katona Zoltán (222. rész) |
| Carrie Krueger             | Jessica McDonald                                                                                               | Köves Dóra (1. évad) Lamboni Anna (2–4. évad) Dögei Éva (4–6. évad) Molnár Ilona (71. rész) Pekár Adrienn (142. rész) |
| Masami Yoshida             | Jessica McDonald                                                                                               | Dögei Éva (1. évad és 164. rész) Szórádi Erika (2. évad) Kisfalusi Lehel (58. rész) Pekár Adrienn (91. rész) Dudás Eszter (125. és 153. rész) Laurinyecz Réka (225. rész) |
| Sarah G. Lato              | Jessica McDonald                                                                                               | Hermann Lilla (2. évad) Simonyi Réka (3–5. évad) Andrádi Zsanett (6. évad) |
| Rachel Wilson              | Jessica McDonald                                                                                               | Lamboni Anna |
| Molly Collins              | Jessica McDonald                                                                                               | Talmács Márta (1. évad) Grúber Zita (88. rész) Szabó Zselyke (159. rész) |
| Tobias Wilson              | Rupert Degas (1. évad) Hugo Harrison (2–6. évad)                                                               | Kossuth Gábor (1. évad, 39. és 48. rész) Szokol Péter (2–6. évad) Bodrogi Attila (énekhang, 150. rész) Dögei Éva (159. rész) Ágoston Péter (énekhang, 201. rész) Pál Dániel Máté (206., 210. és 223. rész) |
| Banán Joe                  | Mic Graves | Renácz Zoltán (1–5. évad és 230. rész) Hám Bertalan (6. évad) Kisfalusi Lehel (énekhang, 142. rész) |
| Banán Bob                  | Mic Graves | Kassai Károly Bolla Róbert (44. és 194. rész) Papucsek Vilmos (146. és 150. rész) Gubányi György István (162. rész) Hám Bertalan (233. rész) Szabó Andor (238. rész) |
| Banán Barbara              | Sandra Dickinson                                                                                               | Dudás Eszter (178. rész) Mohácsi Nóra (230. rész) |
| Mrs. Jötunheim             | Sandra Dickinson                                                                                               | Bessenyei Emma (5. évad) Réti Szilvia (6. évad) Sáfár Anikó (38. rész) Grúber Zita (76. rész) |
| Harold Wilson              | Kerry Shale Alex Jordan (177. rész)                                                                            | Maday Gábor Kossuth Gábor (32. rész) Törköly Levente (69. rész) Bodrogi Attila (96. rész) Láng Balázs (135. rész) Molnár Kristóf (215. és 216. rész) Hám Bertalan (229. rész) |
| Bobert                     | Kerry Shale | Dányi Krisztián (4–5. évad) Renácz Zoltán (6. évad és 139. rész) Kapácsy Miklós (50., 58. és 131. rész) Berkes Bence (80. rész) Szabó Andor (208. és 223. rész) |
| Leslie                     | Kerry Shale | Kerekes Andrea (1. évad) Kisfalusi Lehel (2–4. és 6. évad) Czető Roland (5. évad) Baráth István (161. rész) |
| Hector Jötunheim           | Kerry Shale | Bácskai János (17. rész) Mihályi Győző (38. rész) Törköly Levente (58. rész) Papucsek Vilmos (147. rész) Maday Gábor (161. és 182. rész) Bolla Róbert (210. és 217. rész) |
| Larry Needlemeyer          | Kerry Shale | Potocsny Andor (1. évad) Kisfalusi Lehel (2–4. évad) Czető Roland (5. évad) Molnár Levente (6. évad) Kapácsy Miklós (44., 45. és 57. rész) Gubányi György István (91. rész) Tokaji Csaba (énekhang, 187. rész) Sörös Miklós (énekhang, 222. rész) |
| Colin                      | Kerry Shale | Bodrogi Attila Kisfalusi Lehel (68. rész) Maday Gábor (150. rész) Szabó Andor (225. rész) |
| Anti                       | Anthony Hull                                                                                                   | Arany Tamás Szatmári Attila (63. rész) Joó Gábor (79., 82. és 138. rész) Mezei Kitty (110. rész) |
| Alan Keane                 | Kerry Shale (1. évad) Hugo Harrison (2–6. évad)                                                                | Berkes Bence (1–2. évad) Seder Gábor (6. részben; 3–6. évad) Kapácsy Miklós (47. rész) Galbenisz Tomasz (79. rész) Joó Gábor (131. rész) |
| Idaho                      | Kerry Shale (1. évad) Hugo Harrison (2–6. évad)                                                                | Baráth István (1. évad és 39. rész) Bogdán Gergő (2. évad) Pálmai Szabolcs (3. évad) Szokol Péter (4. évad és 185. rész) Czető Roland (5. évad) Bolla Róbert (énekhang, 155. rész) Sörös Miklós (208. rész) |
| Carmen                     | Teresa Gallagher (1. évad) Alix Wilton Regan (2–6. évad)                                                       | Bogdányi Titanilla (1. évad) Kiss Erika (2. évad) Vadász Bea (4–5. évad) |
| Teri                       | Teresa Gallagher                                                                                               | Csuha Bori (1. évad) Pekár Adrienn (2. évad és 131. rész) Szabó Zselyke (48. és 56. rész) Sipos Eszter Anna (92. rész) Dögei Éva (125. és 187. rész) Berkes Boglárka (147. rész) Gulás Fanni (168. rész) Hermann Lilla (172. és énekhang, 187. rész) Vámos Mónika (223. rész) |
| Margaret Robinson          | Teresa Gallagher                                                                                               | Szórádi Erika (3–5. évad) Grúber Zita (6. évad) |
| Polly Fitzgerald           | Teresa Gallagher                                                                                               | Koller Virág (1. évad) Károlyi Lili (6. évad) Pekár Adrienn (110. rész) |
| Tina Rex                   | Dan Russell (1. évad) Stefan Ashton Frank (2–6. évad)                                                          | Vass Gábor (1. évad) Barabás Kiss Zoltán (2. évad) Dányi Krisztián (150. rész) Maday Gábor (154. rész) Dögei Éva (159. rész) Orosz Gergely (235. rész) |
| Clayton                    | Max Cazier (2–6. évad) Rupert Degas (17. rész)                                                                 | Berkes Bence (2. évad) Vincze Gábor Péter (3. évad) Markovics Tamás (5. évad) Seszták Szabolcs (6. évad) |
| Harry "Ocho" Tootmorsel    | Max Cazier | Berkes Bence (43. rész) Bodrogi Attila (68., 71. és 218. rész) Joó Gábor (163. rész) Moser Károly (184. rész) Markovics Tamás (189. rész) Szrna Krisztián (209. rész) |
| William                    | Max Cazier | Bolla Róbert (67. rész) Forgács Gábor (154. rész) Markovics Tamás (233. rész) |
| Jamie Russo                | Jessica McDonald (1–2. évad) Maria Teresa Creasey (3–6. évad)                                                  | Dányi Krisztián (34. rész) Berkes Bence (48. rész) Szatmári Attila (63. rész) Penke Bence (79. és 83. rész) Baráth István (90. és 226. rész) Szokol Péter (138. rész) |
| Hot-dog srác               | Alex Jordan | Galbenisz Tomasz (4. évad) Szabó Andor (6. évad) Renácz Zoltán (69. rész) Hám Bertalan (237. rész) |
| Clare Cooper               | Naomi McDonald                                                                                                 | Dögei Éva (120. rész) Hermann Lilla (164. rész) |
| Rockwell “Rocky” Robinson  | Lewis MacLeod (1. évad) Ben Bocquelet (1. évad) Hugo Harrison (2. évad) Simon Lipkin (3–6. évad)               | Joó Gábor (1–2. és 4–5. évad) Galbenisz Tomasz (3. és 6. évad) Szokol Péter (130. rész) Láng Balázs (196. rész) |
| Russo edző                 | Dan Russell | Kapácsy Miklós (3–5. évad) Orosz Gergely (198. rész) |
| Patrick Fitzgerald         | Dan Russell | Vári Attila Posta Victor (27. rész) Papucsek Vilmos (39. és 77. rész) Kapácsy Miklós (76. rész) Vincze Gábor Péter (110. rész) Németh Gábor (147. rész) Seder Gábor (160. rész) Molnár Kristóf (219. és 235. rész) |
| Harry Gedges / Gary Hedges | Dan Russell | Németh Gábor Forgács Gábor Bodrogi Attila (43. rész) Fehér Péter (200. rész) Molnár Kristóf (205. rész) Gardi Tamás (238. rész) |
| Marvin Finkleheimer        | Dan Russell | Kajtár Róbert (1. évad) Szokol Péter (2. évad) Katona Zoltán (3–4. évad) Németh Gábor (5. évad és 76. rész) Galbenisz Tomasz (44. rész) Kertész Péter (54. rész) Vincze Gábor Péter (84. rész) Forgács Gábor (188. és 191. rész) Bolla Róbert (198. rész) Molnár Kristóf (216. rész) |
| Donald MacArthur           | Dan Russell | Bácskai János (1. évad) Kisfalusi Lehel (52. rész) Forgács Gábor (119. rész) Szabó Endre (216. rész) |
| Hank                       | Dan Russell | Németh Gábor Galbenisz Tomasz (77. rész) Kerekes József (134. rész) Maday Gábor (143. rész) Papucsek Vilmos (117. és 148. rész) Tokaji Csaba (160. rész) Rosta Sándor (168. rész) Juhász Zoltán (180. rész) Orosz Gergely (222. rész) |
| George                     | Kerry Shale Stefan Ashton Frank (6. évad) Luke McQuillan (Angelaként)                                          | Bolla Róbert (84. rész) Maday Gábor (103. rész) Dányi Krisztián (148. rész) Szatmári Attila (160. rész) Bodrogi Attila (171. rész) Seder Gábor (180. rész) Molnár Kristóf (198. rész) Koncz-Kiss Anikó (Angelaként) |
| Betty MacArthur            | Jessica McDonald (1. évad) Teresa Gallagher (2. évad) Maria Teresa Creasey (3. évad) Gillian Hanna (4–6. évad) | Grúber Zita (108. és 126. rész) Szórádi Erika (119. rész) Menszátor Magdolna (165. rész) Vámos Mónika (216. rész) |
| Frankie Watterson          | Richard "Rich" Fulcher                                                                                         | Forgács Gábor (4. évad) Kapácsy Miklós (5–6. évad) Orosz Gergely (206. rész) |
| Gaylord Robinson           | Rupert Degas (1. évad) Stefan Ashton Frank (2–6. évad)                                                         | Faragó András (1. évad) Mihályi Győző (2. évad) Forgács Gábor (3–5. évad) Tarján Péter (38. rész) Uri István (45. rész) Seder Gábor (116. és 119. rész) Németh Gábor (180. rész) Gardi Tamás (206., 210. és 216. rész) Molnár Kristóf (220., 236. és 237. rész) |
| Fánk rendőrfőnök           | Lewis MacLeod (1. évad) Dan Russell (2–6. évad)                                                                | Kapácsy Miklós Szatmári Attila (1. évad) Barabás Kiss Zoltán (38. és 39. rész) Joó Gábor (45. és 54. rész) Németh Gábor (62. rész) Bartucz Attila (65. rész) Maday Gábor (69. rész) Kassai Károly (83., 101. és 103. rész) Forgács Gábor (112., 160. és 180. rész) Katona Zoltán (134. rész) Papucsek Vilmos (144. rész) Gubányi György István (170. rész) Bodrogi Attila (192. rész) Fehér Péter (199. rész) Orosz Gergely (206. és 210. rész) Fehérváry Márton (216. rész) Gardi Tamás (220. rész) Bartók László (223. rész) Hám Bertalan (231., 235. és 237. rész) Szrna Krisztián (238. rész) |
| Felicity Parham            | Sandra Searles Dickinson Teresa Gallagher (77. rész)                                                           | Molnár Zsuzsa Szórádi Erika (3–5. évad) Vági Viktória (63. rész) Kökényessy Ági (77. rész) Vámos Mónika (214. és 215. rész) Mohácsi Nóra (218. rész) |
| Billy Parham               | Richard Overall                                                                                                | Joó Gábor Czető Roland Galbenisz Tomasz (77. rész) Baráth István (91. rész) Renácz Zoltán (187. és 189. rész) |
| Julius Oppenheimer Jr.     | Hugo Harrison                                                                                                  | Dányi Krisztián (64., 104. és 135. rész) Juhász Zoltán (184. és 185. rész) Baráth István (199., 209. és 217. rész) |
| Breki tanár úr             | Simon Lipkin                                                                                                   | Kisfalusi Lehel (4. évad) Markovics Tamás (5–6. évad) Forgács Gábor (191. és 195. rész) |
| Yuki Yoshida               | Naoko Mori | Kéri Kitty Csuha Bori (énekhang, 222. rész) |
| Mary Senicourt             | Liza Ross | Molnár Zsuzsa (5. évad) Laurinyecz Réka (6. évad) |
| Daniel Senicourt           | Clive Russel                                                                                                   | Forgács Gábor (5. évad) Fehérváry Márton (6. évad) |

### Magyar változat
A szinkront a Turner Broadcasting System megbízásából a BTI Stúdió (1–5. évad) és az SDI Media Hungary (6. évad) készítette.
- Magyar szöveg: Igarashiné Szabó Adrienn
- Rendezőasszisztens: Popa Kinga (2. évad), Dohy Erika (2–5. évad), Király Csaba (2–5. évad), Zeffer Anita és Fülpesi Beáta (52. rész), Igor Lattes (53–56. rész), Hevesi Péter és Birgiszer Kinga (57–68. rész)
- Vágó: Zöld Zsófia (1. évad), Hollósi Péter (6. évad)
- Hangmérnök: Blénessy Márk (1. évad), Hollósi Péter (6. évad)
- Gyártásvezető: Sarodi Tamás (1. évad), Bárány Judit (2–5. évad), Németh Tamás (6. évad)
- Szinkronrendező: Szalay Éva (1. évad), Kozma Attila (2–4. évad), Mészáros Károly (4–5. évad), Kiss Lajos (6. évad), Lengyel László (37–40. rész), Talpas Iván (41–51., 85–116. rész)
- Produkciós vezető: Varga Fruzsina
- Felolvasó: Endrédi Máté (1. évad), Láng Balázs, (2. évadtól) Kassai Károly ("Fogadjunk", "Ütött az óra" epizódoknál)

További magyar hangok
- Andrádi Zsanett – Démon baba
- Ágoston Péter – pénztáros (énekhang, 222. rész), az Egyetlen dal énekese
- Barabás Kiss Zoltán – Mr. Kreese, kísértet, rabló (69. rész)
- Baráth István – alakzat, Josh, Peter Pepperoni, Jared Dawson (238. rész)
- Barbinek Péter – Mario
- Bartók László – doktor, doktor ikertestvére, hajléktalan (220. rész)
- Bálint Adrienn – Judith Fitzgerald (6. évad), a Mindennapi hősök narrátora
- Berecz Kristóf Uwe – Chi Chi
- Berkes Bence – Ribbit (énekhang), Carlton (6. évad), rohadt muffin (194. rész)
- Bessenyei Emma –  könyvtárosnő (150. rész), krokodil asszony (2. évadban), Larry (141. rész)
- Bodrogi Attila – hamburger rendőr, Pacsiszellem, Quattro Pepperoni (220. rész), hajléktalan (1. rész), Csodabolt tulajdonosa (157. rész), Martin Peaches (186. rész)
- Bogdán Gergő – Chi Chi (énekhang)
- Bolla Róbert – Carmen apja, Csodabolt tulajdonosa (210. rész)
- Boldog Gábor – Zacker Iain Lopez Kirby
- Bordás János – kórházi orvos, aszteroida
- Czető Ádám – Carlton (2. évad), Troy (6. évad)
- Czető Roland – Magnó (147. rész), Jeff Benson (148. rész), szegény fiú
- Császár András – Festékszóró (126. rész)
- Damu Roland – Goblin (132. rész), Manly Warrior (160. rész)
- Dányi Krisztián – Dr. Romboló, vágólap-ügynök
- Dudás Eszter – Jackie Wilson (3–4. évad)
- Elek Ferenc – Felix (1. évad)
- Előd Álmos – Gumball agya (2. évad)
- Endrédi Máté – a Tipegő valóságshow narrátora, játék reklámok bemondója
- Élő Balázs – kártevőirtó (96. rész)
- Fehér Péter – Japán férfi
- Fehérváry Márton – Don Luciano, Cukorember
- Fekete Zoltán – Jared Dawson (120. rész)
- Fesztbaum Béla – Duci (3. évad és 118. rész)
- Forgács Gábor – Duci (4. évad), hajtóvadász, Elmore egyetem természettudományi karának dékánja
- Galambos Péter – Ököl Kapitány
- Galbenisz Tomasz – Mike, Martin Peaches (121. rész)
- Gardi Tamás – Bernie Klein, Elmore polgármestere (6. évad), Mikulás (6. évad)
- Grúber Zita – iskolaorvos, Mrs. Tootmorsel, Ethel Klein, Judith Fitzgerald (85. rész), könyvtárosnő (226. és 240. rész)
- Gubányi György István – Martin Peaches (85. rész), Ollie Vendor, Jeff Benson (85. rész), Kip, Mike (144. rész)
- Gulás Fanni – Csilla csacsi (4. évad)
- Haagen Imre – hajléktalan (148. rész)
- Halász Aranka – könyvtárosnő (105. rész), Mrs. Miller (1. évad)
- Háda János – Chi Chi apja
- Hám Bertalan – Mike (6. évad), Quattro Pepperoni (216. rész)
- Hámori Eszter – hexagon hölgy (142. rész)
- Hermann Lilla – Csilla csacsi (2. évad)
- Imre István – Elmore polgármestere (5. évad)
- Joó Gábor – Anti-II, Anti-III, Magnó (70. rész), Wilson Bilson, Jeff Benson (124. rész)
- Juhász Zoltán – troll
- Kapácsy Miklós – Duci (115. rész), Dr. Romboló (131. rész), rothadt muffin (2. évad), Martin Peaches (101. rész), II. biztonsági őr (5. évad), gördeszkás férfi, hajléktalan (187. rész), Steve (84. rész)
- Katona Zoltán – Csodabolt tulajdonosa (136. rész)
- Kerekes József – kórházi orvos, delfin, hal
- Kisfalusi Lehel – Razor, Quattro Pepperoni (2. évad), izgága tudós, Steve (148. rész)
- Kocsis Judit – Mrs. Miller (2. évad)
- Kossuth Gábor – kísértet
- Kökényessy Ági – Hexagon hölgy (195. rész)
- Laurinyecz Réka – iskolaorvos (204. rész)
- Maday Gábor – kártevőirtó (144. rész), Csodabolt tulajdonosa (156. rész)
- Magyar Bálint – Jeff Benson (énekhang, 214. rész), sültkrumpli rendőr
- Makay Andrea – ügyvéd
- Markovics Tamás – Jeff Benson (160. rész), Csapó 2000 üzletvezető (1. évad), rabló (162. rész)
- Megyeri János – teáskanna
- Mezei Kitty – hexagon hölgy (66. rész), Chi Chi anyja
- Mészáros András – rabló (1. évad)
- Mohácsi Nóra – Siciliana Pepperoni (6. évad), iskolaorvos (233. rész)
- Mihályi Győző –  Mikulás (2. évad), Gumball szíve (2. évad)
- Molnár Kristóf – Kaszás (199. rész), Goblin (6. évad), Csodabolt tulajdonosa (227. rész)
- Molnár Zsuzsa – krokodil asszony (3. évadtól)
- Moser Károly – rabló (160. rész)
- Nádasi Veronika – Muriel
- Németh Attila István – kétség, fényképész
- Németh Gábor – texasi gazda, időjárás-jelentés vezetője, Csapó 2000 üzletvezető (3. évad)
- Németh Kriszta – Siciliana Pepperoni (2. évad)
- Orosz Gergely  – Gyepáló (6. évad)
- Orosz Helga – könyvtárosnő (69. rész)
- Papucsek Vilmos – Anti-I, Kaszás (64. rész)
- Pálmai Szabolcs – toll
- Petridisz Hrisztosz – vágólap-ügynök, Goblin (énekhang, 214. rész)
- Potocsny Andor – Gumball szíve (1. évad)
- Réti Szilvia – Maria
- Roatis Andrea – Brydie, Siciliana Pepperoni (5. évad), Jackie Wilson (5. évad)
- Sági Tímea – Pluto (énekhang), Kígyó Kata
- Seder Gábor – medve, II. biztonsági őr (2. évad), zuhanyrózsa, Gyepáló (5. évad), Quattro Pepperoni (5. évad)
- Simonyi Réka – iskolaorvos (56. rész)
- Sipos Eszter Anna – Jodie
- Solecki Janka – nő a „Sikredésben”
- Sörös Miklós – Jeff Benson (235. rész)
- Straub Martin – Ribbit
- Szabó Andor – Kasza, Ghostface, pénztáros
- Szabó Máté – Nyugalom csak várj dal énekese
- Szabó Zselyke – kórházi ügyintéző, Csilla csacsi (1. évad)
- Szatmári Attila – Duci (185. rész), kártevőirtó (178. rész)
- Szokol Péter – Duci (48. rész), elfogott kutya, egyik pirítós-klón, rabló (3. évad), Jeff Benson (134. rész)
- Tarján Péter – Csirke kosár rendőrkapitány, a nagy bajnok
- Tokaji Csaba – Daniel Lennard, rabló (53. rész)
- Törköly Levente – Troy (2. évad), Fingernail Ghoul
- Vámos Mónika – Hair Lady, Duci (240. rész), Hexagon hölgy (237. és 238. rész)
- Vári Attila – Csodabolt tulajdonosa (174. rész), rohadt muffin (184. és 185. rész), rabló (193. rész)
- Vincze Gábor Péter – hajléktalan (85. rész), asztal
- Zakariás Éva – Csilla csacsi (5. évad)
- Zámbori Soma – vágólap-ügynök

## Epizódok
Az első évadra összesen 36 szegmens készült el. A sorozatpremierre 2011. szeptember 5-én Angliában került sor, Amerikában 2011. május 3-án volt a premier, a premier epizód Kölcsön lemez visszajár című volt (Angliában és Amerikában ,,The DVD". Az első részt 2 120 000 néző nézte. A sorozatnak készült egy pilot epizódja Early Reel, de ezt a részt végül nem adták le.
| Évad | Évad | Epizódok | Eredeti sugárzás    | Eredeti sugárzás   | Magyar sugárzás      | Magyar sugárzás      |
| Évad | Évad | Epizódok | Évadpremier         | Évadfinálé         | Évadpremier          | Évadfinálé           |
| ---- | ---- | -------- | ------------------- | ------------------ | -------------------- | -------------------- |
|      | 1    | 36       | 2011. május 3.      | 2012. március 13.  | 2011. november 8.    | 2012. március 20.    |
|      | 2    | 40       | 2012. augusztus 7.  | 2013. december 3.  | 2012. december 18.   | 2013. december 3.    |
|      | 3    | 40       | 2014. június 5.     | 2015. augusztus 6. | 2014. szeptember 8.  | 2015. május 5.       |
|      | 4    | 40       | 2015. július 7.     | 2016. október 27.  | 2015. október 19.    | 2016. szeptember 20. |
|      | 5    | 40       | 2016. szeptember 1. | 2017. november 10. | 2017. április 17.    | 2018. január 19.     |
|      | 6    | 44       | 2018. január 5.     | 2019. június 24.   | 2018. szeptember 10. | 2019. szeptember 27. |

## Díjak
- 2011: Annecy International Animated Film Festival, British Academy Children's Awards, Royal Television Society Awards
- 2012: ASTRA Awards, British Academy Children's Awards, International Emmy Kids Awards
- 2013: British Academy Children's Awards
- 2014: Hall of Game Awards
- 2015: British Academy Children's Awards
- 2016: British Animation Awards

## Gyártási technika
A 2009-től gyártott sorozatban ötvözik a 2D és 3D technológiát, emellett élő képeket is tartalmaz. Olyan motívumokat is használnak a rajzolásban, amelyeket az anime műfaja alkalmaz.